# Confederación Argentina de Football
La Confederación Argentina de Football, anteriormente Confederación Nacional de Football, fue una autoridad ejecutiva y órgano interno de la Asociación Argentina de Football, entidad antecesora de la AFA. Fue creado oficialmente en el primer Congreso Nacional de Football del 11 de octubre de 1922 por la Asociación Amateurs de Football.
Se encargaba de la conducción y gobierno del fútbol del interior del país, que llegó a estar integrado por más de 120 ligas. Organizó las instancias regionales del Campeonato Argentino.

## Historia

### Constitución
Declarar constituida la "Confederación Nacional de Football de la República Argentina" considerando a la "Asociación Amateurs de Football" con el carácter de entidad madre, a la que continúan afiliadas las Ligas signatarias de esta resolución.
Artículo 1, Acta de Constitución. 11 de octubre de 1922

El 11 de octubre de 1922, se celebró en Buenos Aires, en la sede de la Asociación Amateurs de Football, el primer Congreso Argentino de Football, en donde participaron el presidente de la Asociación, Adrián Beccar Varela, y los delegados de las ligas, afiliadas a la Asociación, de las provincias de Tucumán, Córdoba, Santiago del Estero, Santa Fe, Corrientes, La Rioja, Mendoza y Salta, y los delegados de la ligas de la Gobernación del Chaco y de la Liga del Oeste. En aquella reunión, se resolvió la creación de la Confederación Nacional del Football de la República Argentina y la redaccion de su Estatuto, mediante una comisión integrada por el propio presidente de la AAmF.

### Órgano de la Asociación Amateurs Argentina
El 1.° de octubre de 1927 se realizó el sexto Congreso Nacional de Football, organizado por la Asociación Amateurs Argentina de Football, entidad surgida el año anterior de la fusión de las asociaciones predecesoras. En aquella reunión, se resolvió la modificación del Estatuto, en lo que se incluyó ampliar a diez integrantes el Consejo Permanente de la Confederación, siendo elegidos cinco por el Congreso y cinco por la Asociación. En 1930, la Confederación contó con 94 ligas afiliadas de las distintas provincias y territorios nacionales del país.

### Órgano de la Asociación Argentina
A pesar del nuevo cisma ocurrido en mayo de 1931 en el fútbol argentino, la Confederación continuó siendo órgano de la Asociación, renombrada el 20 de junio como Asociación Argentina de Football. Aquel año, el Consejo Permanente tramitó los permisos para la realización de partidos entre los clubes y combinados de las ligas del interior del país con clubes y combinados de ligas internacionales. Para 1933, la Confederación estuvo integrada por 122 ligas de las distintas provincias y territorios nacionales del país y un club de Santa Cruz.

### Disolución
La AFA tratará de unificar, de inmediato, al football de toda la República y, una vez alcanzada esa finalidad, reconocerá a la CAF como entidad autorizada para ejercer superintendencia sobre el football del interior del país.
Artículo 2, Pacto de Fusión. 3 de noviembre de 1934

El 3 de noviembre de 1934, la Asociación Argentina de Football y la Liga Argentina de Football se fusionaban y daban por constituida la Asociación de Football Argentino. A la nueva entidad también se incorporó la Confederación Argentina de Football. Además, se incorporaban las 5 grandes ligas del interior adheridas desde la Liga Argentina: la Asociación Rosarina, la Liga Santafesina, la Liga Cordobesa, la Federación Tucumana y la Liga Cultural de Santiago del Estero.
La fusión fue dada por medio de un contrato bilateral, y el convenio realizado tendiente a la unificación de todo el fútbol, la Confederación fue considerada como parte de la AAF y ha funcionado como rama desde que fue creada por la Asociación Amateurs de Football.

La AFA tratará de unificar de inmediato el football del interior, y una vez alcanzada esa finalidad procederá a reorganizarlo.
Artículo 2, Pacto de Fusión. 12 de diciembre de 1934

Sin embargo, la AFA prescindió de la Confederación para la reorganización del fútbol del interior, a pesar de que el artículo N°2 de la fusión establecía que debía reconocerla tras la unificación del fútbol del interior. Esto se debió a que la Confederación, al poco tiempo de oficializada la fusión, se acercó a distintas entidades del interior para realizar gestiones que afectaban a las ligas adheridas de la LAF, además de dirigirse a la FIFA como representante del fútbol nacional y reclamar la afiliación.
Finalmente, el 12 de diciembre, el Consejo Directivo de la AFA dicta una resolución, donde considera que la Confederación va en contra de los objetivos y que actúa sin consentimiento desde 1931, y resuelve la dirección del fútbol del interior del país por medio de una nueva corporación: el Consejo Federal de Football. Además se resolvió la creación de una Junta Provisional, encargada de la reglamentación, constitución y funcionamiento del nuevo órgano. Dicha Junta fue integrada por delegados de las 5 ligas adheridas de la LAF, la Asociación Bahiense y la misma AFA.

## Competiciones organizadas
En negrita las competencias vigentes.
- Campeonato Argentino, desde 1922 hasta 1934.

## Autoridades
El Consejo Permanente fue la autoridad de la Confederación.
| N.° | Presidente           | Vicepresidente  | Período     |
| --- | -------------------- | --------------- | ----------- |
| 1.° | Adrián Beccar Varela | Virgilio Porcel | 1922 - 1929 |
| 2.° | Juan Pignier         | Carlos García   | 1929 - 1932 |